# آن فرانسيس
آن فرانسيس (بالإنجليزية: Anne Francis)‏ (و. 1930 – 2011 م) هي ممثلة تلفزيونية، وممثلة أفلام، وعارضة، وممثلة مسرحية أمريكية، ولدت في أوسينينغ، نيويورك، توفيت في سانتا باربارا، كاليفورنيا، عن عمر يناهز 81 عاماً، بسبب سرطان الرئة.

## وصلات خارجية
- آن فرانسيس على موقع IMDb (الإنجليزية)
- آن فرانسيس على موقع ألو سيني (الفرنسية)
- آن فرانسيس على موقع أول موفي (الإنجليزية)
- آن فرانسيس على موقع قاعدة بيانات برودواي على الإنترنت (الإنجليزية)
- آن فرانسيس على موقع قاعدة بيانات الأفلام السويدية (السويدية)
- آن فرانسيس على موقع إن إن دي بي (الإنجليزية)
- آن فرانسيس على موقع ديسكوغز (الإنجليزية)
- آن فرانسيس على موقع قاعدة بيانات الفيلم (الإنجليزية)
- آن فرانسيس على موقع كينوبويسك (الروسية)